# SN 2011gl
SN 2011gl – supernowa typu Ia odkryta 23 września 2011 roku w galaktyce PGC0016578. W momencie odkrycia miała maksymalną jasność 18,20m.